# 3214 Makarenko
3214 Makarenko este un asteroid din centura principală, descoperit pe 2 octombrie 1978 de Liudmila Juravliova.